# Anisodes heterospila
Anisodes heterospila är en fjärilsart som beskrevs av W. Warren 1897. Anisodes heterospila ingår i släktet Anisodes och familjen mätare. Inga underarter finns listade i Catalogue of Life.